# Rodrigo Salomão
Rodrigo Salomão Menezes da Silva (Bahia, 7 de Abril de 1991) é um arquiteto e urbanista brasileiro, reconhecido por desenvolver projetos arquitetônicos contemporâneos de alta complexidade na capital litorânea de Aracaju, onde vive atualmente. Aos 28 anos elaborou a Casa L, um de seus projetos mais ambiciosos, para o jovem empresário e programador Lucas P. A casa de 450m² é comandada por um sistema de voz que é interligado a um painel OLED com interface dotada de inteligência artificial (Legacy), desenvolvido pelo próprio arquiteto. O SkyBar Project é outra obra promissora de Salomão. A estrutura high-tech será construída no topo de um edifício abandonado no centro cívico da cidade. Em 2014, ainda na faculdade, o arquiteto foi condecorado por participar do ICCC - The International Council of Caring Communities, concurso internacional de arquitetura e urbanismo que abrange temas e projetos relacionados à comunidades carentes.

## Biografia

### Infância e adolescência
Filho da artista plástica Maria Helena Salomão da Silva e do guia turístico Jorge Luiz Menezes da Silva, Rodrigo Salomão nasceu em 7 de abril de 1991 na Maternidade Dr. Edmundo Leite, na cidade de Cruz das Almas, uma das principais cidades do Recôncavo baiano. Poucos anos depois, seus pais e quatro irmãos mudaram-se para a capital litorânea de Aracaju. Seu pai que sofria com problemas de alcoolismo, faleceu em um trágico acidente automobilístico, marcando a infância do arquiteto. Após o falecimento do seu pai, experimentou apertos financeiros e foi morar na casa dos seus avós, onde viveu toda a sua infância e adolescência. Foi alfabetizado em casa por sua mãe e aprendeu a ler e escrever precocemente. Ainda criança, aos 12 anos de idade, já despertava seu interesse pela arquitetura. Poupava o dinheiro que sua mãe lhe dava para comprar folhas de papel A3 e elaborar rascunhos de projetos. Posteriormente reproduzia seus próprios esboços em um jogo que simulava a construção de casas.
Na adolescência, com 16 anos, começa a trabalhar no escritório de publicidade de seu tio. Em suas rotinas, passa a acompanhar visitas e reuniões com os sócios da empresa. É lá que Salomão adquire conhecimentos e técnicas que iria utilizar para se relacionar com seus futuros clientes. Aos 18 anos, Salomão deixa o escritório e abre o seu próprio negócio baseado em um site de vendas online (E-commerce) e passa a ganhar dinheiro com vendas e anúncios publicitários. Quatro anos depois, após o insucesso de sua empresa, decide entrar na faculdade e começa a estudar Arquitetura e Urbanismo.

### Formação e influências
Durante o seu primeiro ano de ensino, ainda sem dominar as ferramentas específicas para elaborar projetos, o futuro arquiteto começa a trabalhar em uma loja de marcenaria local, adquire conhecimentos e começa a projetar móveis planejados para poder continuar pagando os seus estudos. No início de 2014 Salomão é reconhecido através de seus trabalhos pelo renomado arquiteto e urbanista Benjamin Vich Schuster, quando é convidado para estagiar em seu escritório de arquitetura juntamente com sua sócia, Cristiane Araújo. É lá que Salomão adquire maior parte de seus conhecimentos em arquitetura e design de interiores. Porém, ainda naquele mesmo ano, seus avós passam a ter problemas de saúde. Incapaz de ajudá-los por tempo integral devido à sua rotina de estudo e trabalho, assim como a de seus 4 irmãos, seus avós passam a ficar sob os cuidados de seus tios e aos 23 anos decide sair de casa para morar em uma república.
Salomão não era um dos melhores alunos, entretanto, se destacava por sua incrível capacidade de criatividade. No final de 2014, no terceiro ano de faculdade, é percebido por seus professores que passa a indicá-lo para colaborar em alguns pequenos projetos urbanos de sua cidade. Naquele mesmo ano conquista a vaga de finalista em um importante concurso internacional que aborda temas de projetos urbanos relacionados à comunidades carentes. 
Em seu penúltimo ano de faculdade conhece o arquiteto e futuro sócio Rodolfo Anjos e tem o seu primeiro contato com a arquitetura residencial. Passa a elaborar projetos residenciais de alto padrão na capital e desenvolve interesse pela arquitetura moderna e contemporânea com forte influência nas linhagens da arquitetura orgânica e brutalista dos arquitetos brasileiros Paulo Jacobsen e Paulo Mendes da Rocha, além do renomado americano Frank Wright. No final de 2018, no último ano de faculdade, elabora o seu primeiro projeto residencial autoral, a casa A|R.

## Arquitetura
A influência da arquitetura moderna e contemporânea pode ser percebida em seus projetos. Rodrigo Salomão se aproxima de linhagens como a arquitetura racionalista, orgânica, brutalista, high-tech e a arquitetura de meados do século XX desenvolvida sobretudo na Califórnia (mid-century modernism). São características da arquitetura de Salomão - livre fluxo, integração com natureza, amplos espaços ao ar livre, uso de pavilhões (estruturas muito compridas e largas) para promover a horizontalidade, a ventilação cruzada, a iluminação dupla. Chama atenção ainda o uso frequente de pé direito duplo em salas e zonas de circulação como halls e escadas, e janelas duplas em "esquina" utilizadas em suítes master e salas de jantar. Traço marcante de sua arquitetura é a discrição e a busca da invisibilidade dos edifícios, que costumam parecer menores do que são na realidade, por meio de recursos como o aproveitamento de declives e uso de subsolos. Um modernismo orgânico e low profile, uma arquitetura da "sprezzatura", cuidadosamente estudada mas que tem aparência despojada. A utilização de materiais novos, a estrutura aparente, as coberturas planas, o despojamento da ornamentação, as grandes superfícies envidraçadas e a preocupação com o espaço interno do edifício constituem outros pontos centrais da chamada arquitetura racionalista.

## Projetos

### A Casa A|R
O seu primeiro projeto foi elaborado para uma família de 6 pessoas em um condomínio residencial localizado na cidade de Aracaju. Em entrevista realizada nos estúdios da CBN, o arquiteto conta que o maior desafio neste projeto foi construir uma casa para uma família grande em um espaço reduzido com uma área de apenas 240m². A técnica adotada por Salomão foi trabalhar com pavilhões integrados no térreo e elevar ao primeiro pavimento todos os dormitórios incluindo a suíte master e os dois banheiros integrados aos quatro quartos dos casais.
Na entrada principal da casa, o hall com pé direito duplo integra a escada que dá acesso ao segundo pavimento e uma jardineira logo abaixo dela, as laterais de vidro promovem iluminação e integração com a área externa da casa. A living é integrada a home tv e a cozinha, separadas unicamente por uma estante vazada decorada com livros. A garagem, o lavatório, a suíte de hóspedes e a área de serviço são localizadas estrategicamente nas extremidades dos pavilhões. No pavimento superior o mezanino do pé direito duplo do hall se transforma em um estar íntimo e faz a recepção dos moradores, e uma circulação com iluminação indireta no teto faz a integração entre os quartos dos filhos, localizado em cada extremo, onde se encontram também os banheiros com hall compartilhado. Ao final da circulação, uma área de 30m² contempla a suíte-master do casal com um closet, uma jacúzi e um banheiro com divisórias de vidro. 

### A Casa L
Em setembro de 2019 o arquiteto é convidado por um jovem programador e empresário da capital para elaborar um dos seus mais ambiciosos projetos. Segundo Rodrigo Salomão, a tecnologia da Arquitetura High-Tech estaria presente em todo o projeto. Logo no primeiro pavimento a piscina elevada transforma a parede da Home Cinema, no térreo, em uma verdadeira sala submersa se tornando o primeiro projeto com tal complexidade estrutural na capital
O arquiteto também menciona que o Hall principal de entrada da casa possui uma porta de cinco metros de altura e um painel OLED que mostra todas as informações da residência. O painel possui inteligência artificial, reconhecimento facial e um sistema que comanda toda a casa por voz através do “Legacy”, tecnologia adaptada do Google Home, criada pelo próprio arquiteto em parceria com o dono do projeto, o empresário e programador Lucas P. A nova tecnologia integra uma interface ao assistente de voz, trazendo uma “aparência” ao antigo Google Home e está prevista para ser lançada em 2021 junto com o início da obra.

#### O projeto

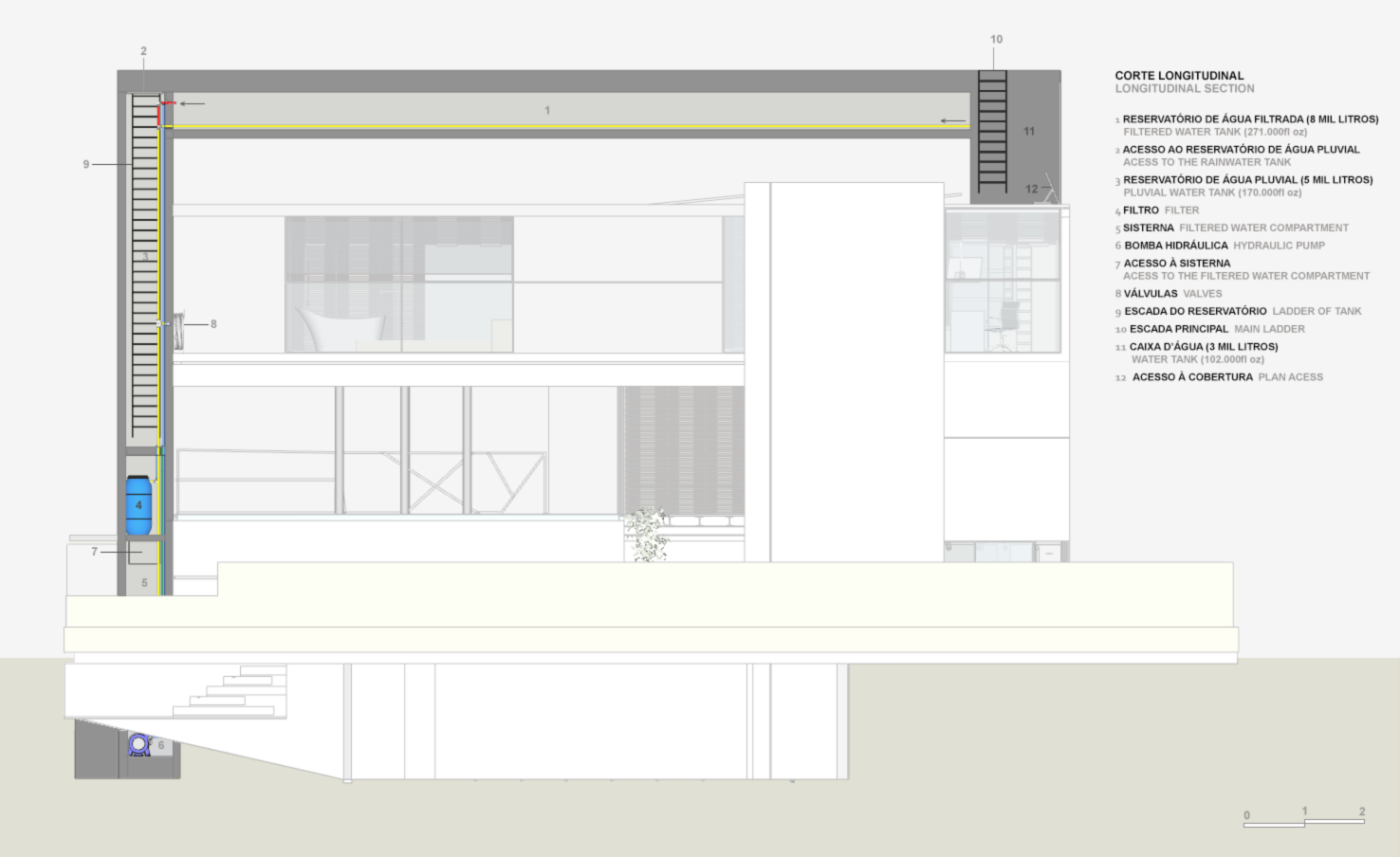
Corte longitudinal do reservatório.

##### Fachada
A fachada imponente da casa de dois pavimentos é composta por dois planos sobrepostos, o térreo e os dormitórios que ficam no segundo pavimento formando o teto do espaço abaixo que consiste em uma área de lazer vazada para o interior da casa. A sua forma foi elaborada a partir dos conceitos orgânicos do arquiteto Frank Lloyd Wright, utilizando betão armado, jardineiras suspensas e uma cascata artificial na estrutura do segundo pavimento que fica logo acima da piscina elevada.
As paredes do térreo em betão aparente trazem características da arquitetura brutalista enquanto nos pavimentos superiores os painéis de vidro com tecnologia Wide-Area – LaWin, alteram a opacidade e absorvem energia dos raios solares através de uma suspensão fluida de partículas de ferro.[1] [2]
A cobertura do projeto sustentável, é contemplada por Painel solar fotovoltaico e um Pórtico com 10m de altura que transpassa a casa em um sentido longitudinal com formato de L invertido e é utilizado para armazenar a água da chuva.

##### Layout
No térreo, existem dois acessos, o principal e o secundário. O acesso principal é feito pelo hall lateral da casa e contempla a cozinha, a sala de jantar e a home cinema em um grande pavilhão separado unicamente pelas paredes do lavabo, desníveis e jardins de inverno. Um elevador situado na garagem do subsolo dá acesso ao hall secundário que também possui painel de inteligência artificial.

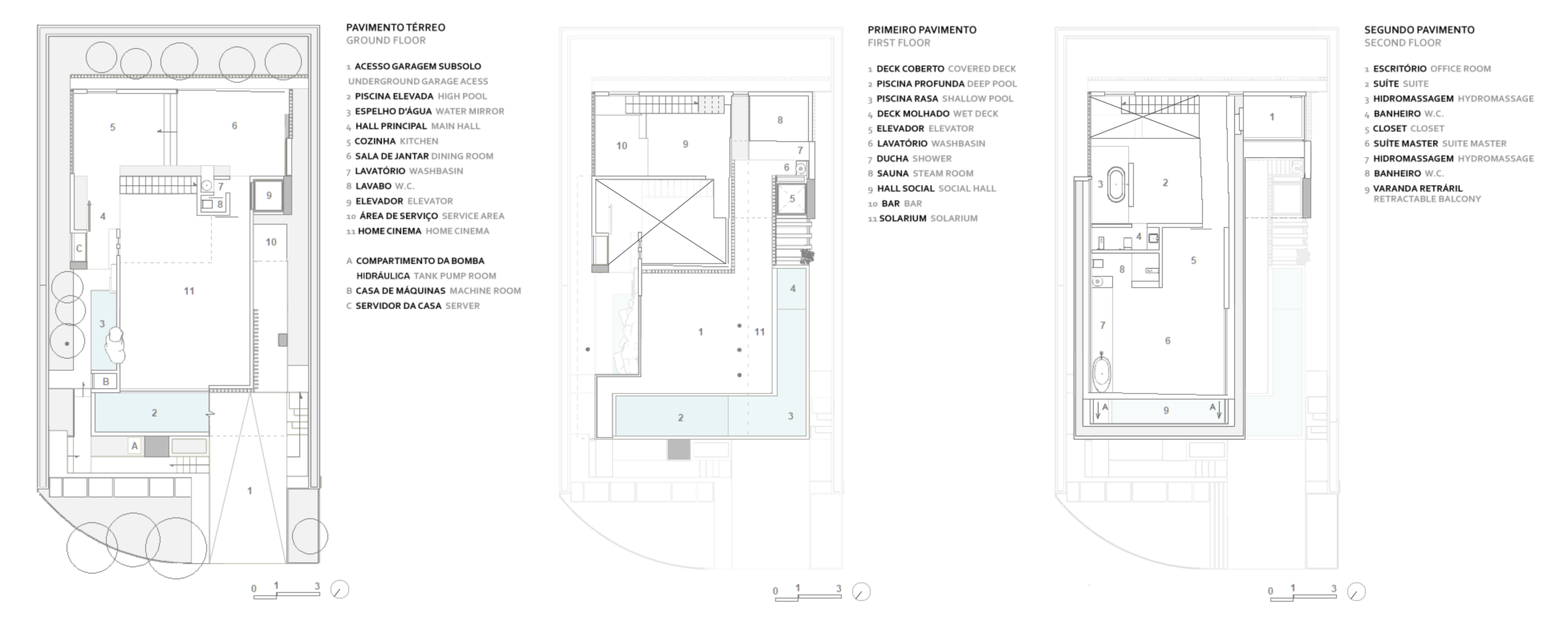
Planta baixa da Casa L.

O primeiro pavimento foi projetado para servir como área de lazer e ao mesmo tempo proporcionar iluminação e conforto ao pavimento térreo através das portas deslizantes que se abrem completamente para o interior da casa transformando o pé direito duplo da home cinema em um vão livre com sistema de ventilação cruzada. A área de lazer possui elevador, sauna, bar, deck seco e molhado além de uma piscina suspensa com borda infinita, raia de 6 metros além de uma parte mais profunda que da visibilidade a home-cinema através de uma parede de vidro.

Os dormitórios do segundo pavimento são amplos e possuem conceitos abertos. O quarto de visitas pode ser transformado em um hall íntimo e possui jacúzi com vista para a área externa. O escritório possui visão privilegiada de todos os ângulos além de iluminação natural e ventilação cruzada. O amplo dormitório principal equipado com closet e jacúzi, tem vista de 360° além de teto e varanda retrátil que são acionados por comando de voz. Os quartos e escritório são delimitados por jardineiras suspensas e possui uma arquitetura característica do brutalismo, misturando aço, vidro e concreto.

## Premiações

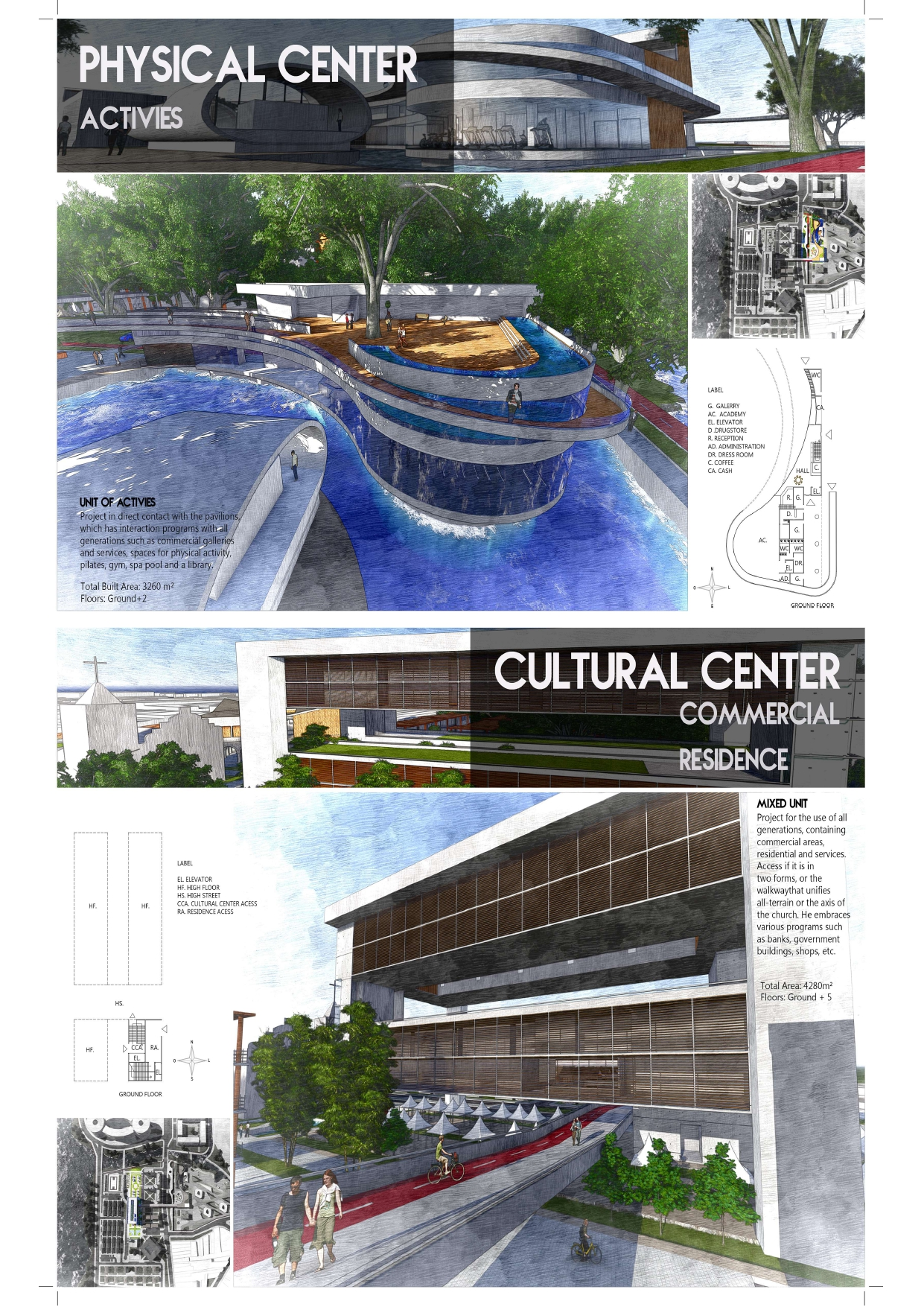
The Four Generation Project, 2014.

Em 2014, ainda na faculdade, Rodrigo Salomão participou de um dos mais importantes concursos internacionais que aborda temas e projetos relacionados à comunidades carentes com o tema: "Integrated Communities: A Society for All Ages". Em seis meses, Salomão e sua equipe idealizaram um modelo de projeto urbano que desconstruía o conceito de conjunto habitacional - Casa x Rua - quebrando essa concepção. O projeto trouxe como objetivo principal a facilidade na permeabilidade de pedestres e a conexão entre as vias e áreas que faziam parte de todo o conjunto. Durante a elaboração do projeto, as idéias eram voltadas principalmente para as atividades de lazer, cultura e rotas de locomoção não motorizada, como ciclovias e caminhos de pedestres que permeavam as casas habitacionais entre as quadras. O projeto intitulado de 4 estações, preocupou-se em criar áreas que atendessem as necessidades de crianças, jovens, adultos e idosos.